# Miguel Bossio
Miguel Angel Bossio Bastianini (født 10. januar 1960 i Montevideo, Uruguay) er en tidligere uruguayansk fodboldspiller, der som midtbanespiller på Uruguays landshold deltog ved 1986 i Mexico. Her spillede han tre af landets fire kampe, og var blandt andet med til at tabe 1-6 til Danmark i det indledende gruppespil. I alt nåede han at spille 30 kampe og score ét mål for landsholdet.
Bossio spillede på klubplan primært for CA Peñarol i hjemlandet og spanske Valencia CF. Med Peñarol var han med til at vinde fire uruguayanske mesterskaber, samt Copa Libertadores og Intercontinental Cup.

## Titler
Primera División Uruguaya
- 1981, 1982, 1985 og 1986 med Peñarol

Copa Libertadores
- 1982 med Peñarol

Intercontinental Cup
- 1982 med Peñarol